# Caso Dobbs v. Jackson Women's Health Organization
O caso Dobbs v. Jackson Women's Health Organization, nº 19-1392, 597 U.S. ___ (2022), é uma decisão marcante da Suprema Corte dos Estados Unidos, na qual a Corte considerou que a Constituição dos Estados Unidos não confere o direito ao aborto, anulando tanto Roe v. Wade (1973) e Planned Parenthood v. Casey (1992).
O caso era sobre a constitucionalidade de uma lei estadual do Mississippi de 2018 que proibia a maioria das operações de aborto após as primeiras 15 semanas de gravidez. A Jackson Women's Health Organization, a única clínica de aborto do Mississippi, processou Thomas E. Dobbs, oficial de saúde estadual do Departamento de Saúde do Estado do Mississippi, em março de 2018. Os tribunais inferiores impediram a aplicação da lei com liminares. As liminares foram baseadas na decisão em Planned Parenthood v. Casey, que havia impedido os estados de proibir o aborto antes da viabilidade fetal, geralmente nas primeiras 24 semanas, com base no fato de que a escolha da mulher pelo aborto durante esse período é protegida pelo direito à privacidade sob a Décima Quarta Emenda da Constituição dos Estados Unidos da América.
A mudança ideológica da Suprema Corte que intensificou-se durante o governo do presidente Donald Trump e culminou com a nomeação em 2020 da juíza Amy Coney Barrett fez de Dobbs um veículo potencial para desafiar Roe. Barrett foi franca contra o aborto antes de sua nomeação, e os conservadores sociais esperavam que ela anulasse o precedente uma vez no tribunal. Vários estados aprovaram legislação, incluindo leis de gatilho, para regular estritamente o aborto caso o tribunal recém-conservador derrube-se o precedente Roe. Dobbs ganhou mais atenção após as batalhas legais sobre o Texas Heartbeat Act, promulgado em maio de 2021, levando a quase um recorde de envios de amicus curiae.
As alegações orais perante a Suprema Corte foram realizadas em dezembro de 2021. Em maio de 2022, o Politico publicou um projeto de opinião majoritário vazado do juiz Samuel Alito, que levou mais estados a aprovar leis de gatilho. O rascunho vazado correspondeu em grande parte à decisão final emitida em 24 de junho de 2022. O Tribunal decidiu 6–3 para reverter as decisões do tribunal inferior; uma maioria menor de cinco juízes aderiu à opinião derrubando Roe e Casey. A opinião da maioria sustentou que o aborto não era um direito constitucional e que os estados individuais têm autoridade para regular o acesso aos serviços de aborto. O Chefe de Justiça John Roberts concordou com o julgamento que manteve a lei do Mississippi, mas não se juntou à maioria na opinião de derrubar Roe e Casey.
Os principais políticos republicanos elogiaram a decisão, enquanto os seus colegas democratas denunciaram-na, assim como muitos observadores internacionais. Muitos clérigos católicos e a Convenção Batista do Sul celebraram a decisão, enquanto outras denominações cristãs, organizações judaicas, e muitos muçulmanos opuseram-se. Protestos e contraprotestos contra a decisão ocorreram em muitas cidades dos Estados Unidos e em outros países. A decisão foi divisiva entre o público americano, com pesquisas sugerindo que 55-60% dos americanos se opunham à derrubada do precedente Roe.

## Antecedentes
A Suprema Corte dos Estados Unidos decidiu em Roe v. Wade, uma decisão histórica de 1973, que o direito à privacidade no âmbito da Décima Quarta Emenda à Constituição dos Estados Unidos inclui o direito qualificado da mulher de interromper a sua gravidez. A Corte reafirmou parcialmente isso em Planned Parenthood v. Casey, um caso de 1992 que também derrubou a estrutura do trimestre de gravidez de Roe em favor de um padrão de viabilidade fetal, tipicamente de 23 ou 24 semanas de gravidez. Casey sustentou que as leis que restringem o aborto antes que o feto seja viável criam encargos indevidos sobre as mulheres que procuram abortos, e são inconstitucionais porque violam a cláusula do devido processo legal, o direito da mulher ao devido processo legal sob a Décima Quarta Emenda da Constituição dos Estados Unidos. A Corte também decidiu que esse direito não é absoluto, devendo ser equilibrado com possíveis interesses governamentais e pode ser afetado por avanços médicos que permitem que bebés prematuros sobrevivam em idades gestacionais mais jovens.
Depois de Roe, houve um realinhamento político nacional em torno do aborto. O movimento pelo direito ao aborto nos Estados Unidos inicialmente enfatizou os benefícios da política nacional do aborto, como menores despesas de bem-estar, crescimento populacional mais lento e menos nascimentos ilegítimos. O movimento pelo direito ao aborto recebeu apoio do movimento de controle populacional, feministas e ambientalistas. Defensores do aborto e ativistas dos direitos civis acusaram os defensores do direito ao aborto de pretender controlar a população de minorias raciais e deficientes, citando os seus laços com segregacionistas raciais. O movimento pelo direito ao aborto posteriormente distanciou-se do movimento de controle populacional e respondeu adotando uma retórica baseada na escolha e orientada para os direitos, semelhante ao que foi usado na decisão Roe.
Os opositores do aborto experimentaram uma mudança política. A Igreja Católica e o Partido Democrata apoiaram um estado de bem-estar expansivo, queriam reduzir as taxas de aborto por meio de seguro pré-natal e creches financiadas pelo governo federal, e opuseram-se ao aborto na época de Roe . O movimento anti-aborto nos Estados Unidos mudou para as religiões protestantes que viam o direito ao aborto como parte de uma agenda liberal pesada para lutar contra, e tornou-se parte da nova direita cristã. A influência protestante ajudou a tornar a oposição ao aborto parte da plataforma do Partido Republicano na década de 1990. Estados liderados por republicanos promulgaram leis para restringir o aborto, incluindo abortos antes do padrão geral de 24 semanas de Casey. Os tribunais proibiram a maioria dessas leis. O uso da viabilidade fetal como padrão foi questionado em casos relacionados ao aborto nos EUA após Casey, inclusive pela juíza Sandra Day O'Connor na sua opinião divergente em City of Akron v. Akron Center for Reproductive Health. Essas opiniões argumentavam que outras considerações científicas, filosóficas e morais estavam envolvidas.
Durante o Tribunal de Roberts sob o chefe de Justiça John Roberts desde 2005, muitas vezes houve uma maioria conservadora de 5-4 com potencial para derrubar Roe e Casey. Roberts é um forte defensor do stare decisis, acreditando que mesmo em alguns casos mal decididos não devem ser anulados, bem como um defensor ferrenho da reputação do Tribunal. Desde 2018, a composição ideológica do Tribunal em relação aos direitos ao aborto mudou, com as nomeações de Neil Gorsuch e Brett Kavanaugh ao lado de Samuel Alito e Clarence Thomas. Vários estados de maioria republicana aprovaram projetos de lei restringindo o aborto, antecipando uma possível mudança na Suprema Corte e fornecendo possíveis veículos para levar a questão à Suprema Corte. Quando a juíza Amy Coney Barrett substituiu a juíza Ruth Bader Ginsburg, a composição ideológica da Corte mudou ainda mais e criou uma oportunidade para derrubar ou limitar Roe adicionalmente. Ginsburg geralmente esteve na maioria dos casos anteriores da Suprema Corte que impuseram leis de aborto mais rígidas. Por outro lado, Barrett tinha opiniões anti-aborto; em 1998, ela escreveu em um artigo de jornal jurídico que o aborto é "sempre imoral". O juiz Alito sentou-se como Juiz de Circuito no painel de apelação de três juízes e discordou da invalidação do tribunal da notificação do cônjuge em Casey.

## Lei da idade gestacional
Em março de 2018, o Legislativo do Mississippi aprovou a Lei da Idade Gestacional, que proibia qualquer operação de aborto após as primeiras 15 semanas de gravidez, com exceções para emergência médica ou anormalidade fetal grave, mas nenhuma para casos de estupro ou incesto. A exceção de emergência médica permite abortos para salvar a vida da mulher grávida e em situações em que "a continuação da gravidez criará um sério risco de comprometimento substancial e irreversível de uma função corporal importante".  A exceção de anormalidade fetal grave permite abortos de fetos cujos defeitos os deixarão incapazes de viver fora do útero.
O legislador justificou essa proibição com base em que os abortos por motivos não terapêuticos ou eletivos eram "uma prática bárbara, perigosa para a paciente materna e humilhante para a profissão médica". Outra base foi que os procedimentos de aborto proibidos pela Lei foram considerados pela legislatura como tendo "riscos físicos e psicológicos significativos", e poderiam causar várias complicações médicas.
O governador Phil Bryant assinou o projeto de lei, dizendo que estava "comprometido em tornar o Mississippi o lugar mais seguro da América para um feto, e este projeto nos ajudará a atingir esse objetivo". Acrescentou: "Nós provavelmente seremos processados aqui em cerca de meia hora, e isso vai ficar bem para mim. Vale a pena brigar".

### Tribunais inferiores
Dentro de um dia da aprovação do Ato da Idade Gestacional, a única clínica de aborto do Mississippi, a Jackson Women's Health Organization, e um de seus médicos, Sacheen Carr-Ellis, processaram funcionários do estado Thomas E. Dobbs, oficial de saúde do estado do Mississippi State Department of Health, e Kenneth Cleveland, diretor executivo do Conselho Estadual de Licença Médica do Mississippi, para contestar a constitucionalidade da lei. A clínica realizou abortos cirúrgicos até 16 semanas de gestação e foi representada em juízo pelo Centro de Direitos Reprodutivos. O caso foi ouvido pelo juiz Carlton W. Reeves do Tribunal Distrital dos EUA para o Distrito Sul do Mississippi. Em novembro de 2018, Reeves decidiu pela clínica e colocou uma liminar no Mississippi proibindo-a de aplicar a lei. Reeves escreveu que, com base em evidências de que a viabilidade do feto começa entre 23 e 24 semanas, o Mississippi "não tinha interesse estatal legítimo forte o suficiente, antes da viabilidade, para justificar a proibição de abortos". Dobbs procurou que os juízes considerassem se a dor fetal poderia ser possível após 15 semanas, mas o Tribunal Distrital considerou a sua evidência como "inadmissível e irrelevante".
O estado recorreu ao Quinto Circuito, que confirmou a decisão de Reeves numa decisão de 3 a 0 em dezembro de 2019. O Juiz Sênior do Circuito Patrick Higginbotham escreveu para o Tribunal: "Em uma linha ininterrupta que data de Roe v. Wade, o Supremo Tribunal casos de aborto estabeleceram (e afirmaram e reafirmaram) o direito da mulher de escolher um aborto antes da viabilidade. proibir o aborto". Um pedido para uma nova audiência em banco foi negado.
Em maio de 2019, o Tribunal Distrital do Distrito Sul do Mississippi emitiu outra liminar, desta vez contra uma lei de aborto recém-aprovada no Mississippi. Este foi um projeto de lei de batimentos cardíacos que proibia a maioria dos abortos quando os batimentos cardíacos de um feto podem ser detectados, o que geralmente é de seis a 12 semanas de gravidez. Numa decisão por curia de fevereiro de 2020, o Quinto Circuito também manteve a segunda liminar. As declarações do Quinto Circuito para ambas as liminares foram semelhantes porque ambas citaram a falta de viabilidade fetal durante os estágios iniciais da gestação como motivo para ordenar as leis.

## Suprema Corte

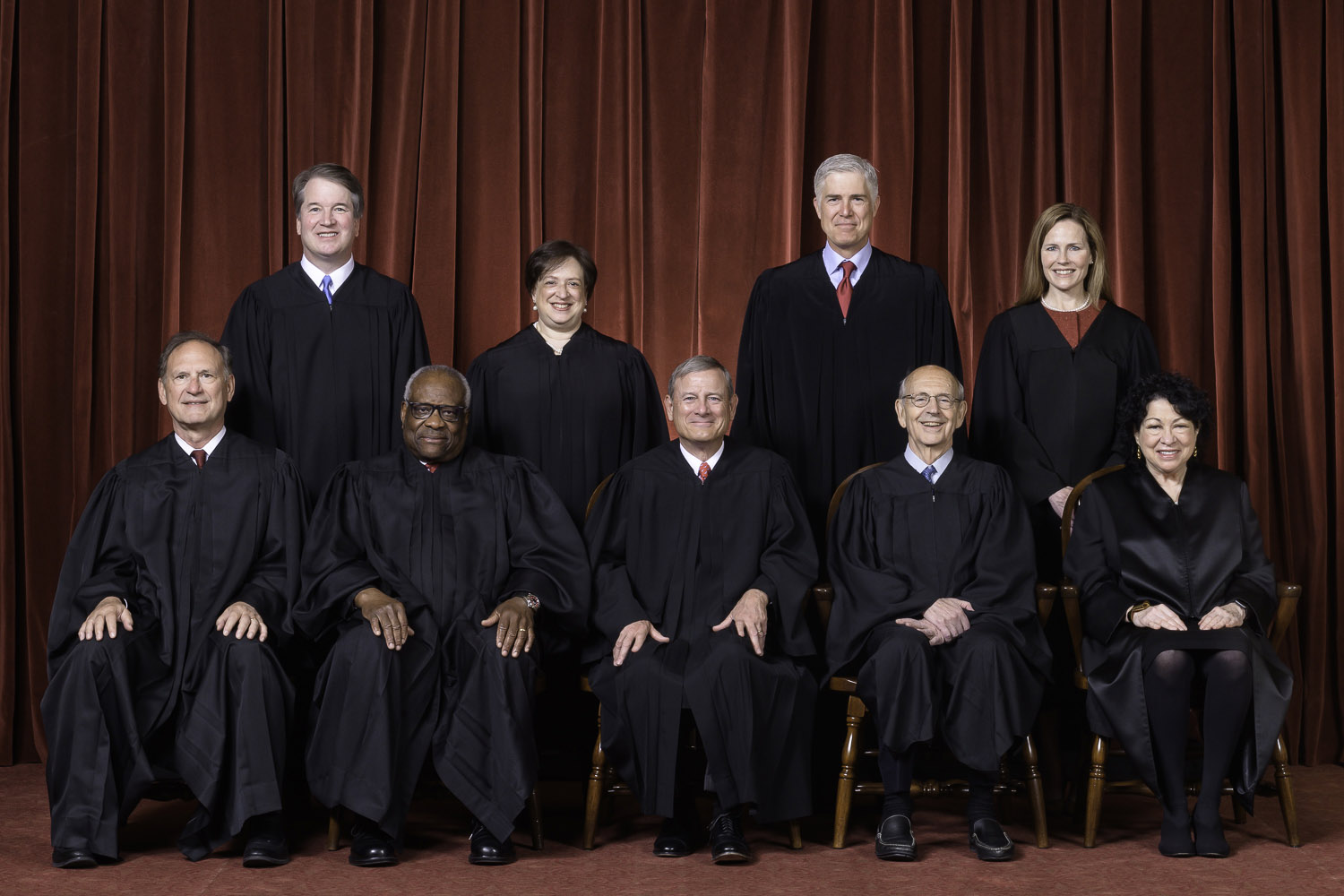
Juízes da Suprema Corte, que avaliaram o caso.

O Mississippi apresentou o seu recurso das decisões do Quinto Circuito à Suprema Corte em junho de 2020. A sua petição, apresentada pelo procurador-geral do Mississippi, Lynn Fitch, concentrou-se em três questões do processo de apelação. Na sua petição, o Mississippi pediu à Suprema Corte que revisitasse o padrão de viabilidade com base na inflexibilidade do padrão, bem como na acomodação inadequada dos atuais entendimentos da vida antes do nascimento. O pedido afirmou que os fetos podem detectar a dor e responder a ela em 10-12 semanas de idade gestacional, e pediu ao Tribunal para permitir a proibição de "procedimentos desumanos". A petição também alegou que o padrão de viabilidade aborda inadequadamente a proteção da vida humana potencial. O Mississippi considerou isso um interesse do Estado desde o "início da gravidez".
Um resumo de resposta, que se concentrou em duas perguntas feitas em oposição à petição, foi apresentado por Hillary Schneller, do Centro de Direitos Reprodutivos, em nome da Jackson Women's Health Organization (JWHO). A JWHO pediu ao Tribunal que negasse a petição do Mississippi devido a um precedente judicial. O escrito disse que tanto o Tribunal Distrital quanto o Quinto Circuito consideraram a lei do Mississippi inconstitucional ao aplicar corretamente o precedente de uma maneira que não conflitava com as decisões de outros tribunais, e argumentou que, portanto, não havia nada sobre o caso que "merece a intervenção deste Tribunal". O documento também argumentou que o Mississippi estava interpretando erroneamente o seu papel na regulamentação do aborto. Enquanto o estado pensava que seu interesse era maior do que o direito individual ao aborto, a JWHO argumentou que o interesse do Mississippi em regular o aborto era insuficiente para proibi-lo antes da viabilidade, tornando o Ato da Idade Gestacional "inconstitucional por qualquer medida".
A petição passou por revisão em mais de uma dúzia de conferências para o Tribunal, o que é incomum para a maioria dos casos. O Tribunal deferiu a petição de mandado de segurança em 17 de maio de 2021, limitando a revisão do Tribunal a uma única pergunta: "Se todas as proibições de pré-viabilidade de abortos eletivos são inconstitucionais". Mais de 140 peças de amici curiae foram apresentadas antes da argumentação oral em Dobbs, aproximando-se do recorde estabelecido por Obergefell v. Hodges, em parte para ações separadas e simultâneas movidas sobre o Texas Heartbeat Act, que efetivamente deu aos cidadãos do estado os meios para impor a proibição do aborto por meio de ações civis.

## Parecer da Suprema Corte
O Tribunal emitiu a sua decisão em 24 de junho de 2022. Numa sentença de 6 a 3, o Tribunal reverteu a decisão do Quinto Circuito e reenviou o caso para revisão adicional. A opinião majoritária, acompanhada por cinco dos juízes, considerou que o aborto não era um direito protegido pela Constituição, derrubando Roe e Casey, e devolveu a decisão sobre as regulamentações do aborto aos estados. Como resultado, Dobbs é considerada uma decisão histórica do Tribunal.

### Opinião da maioria

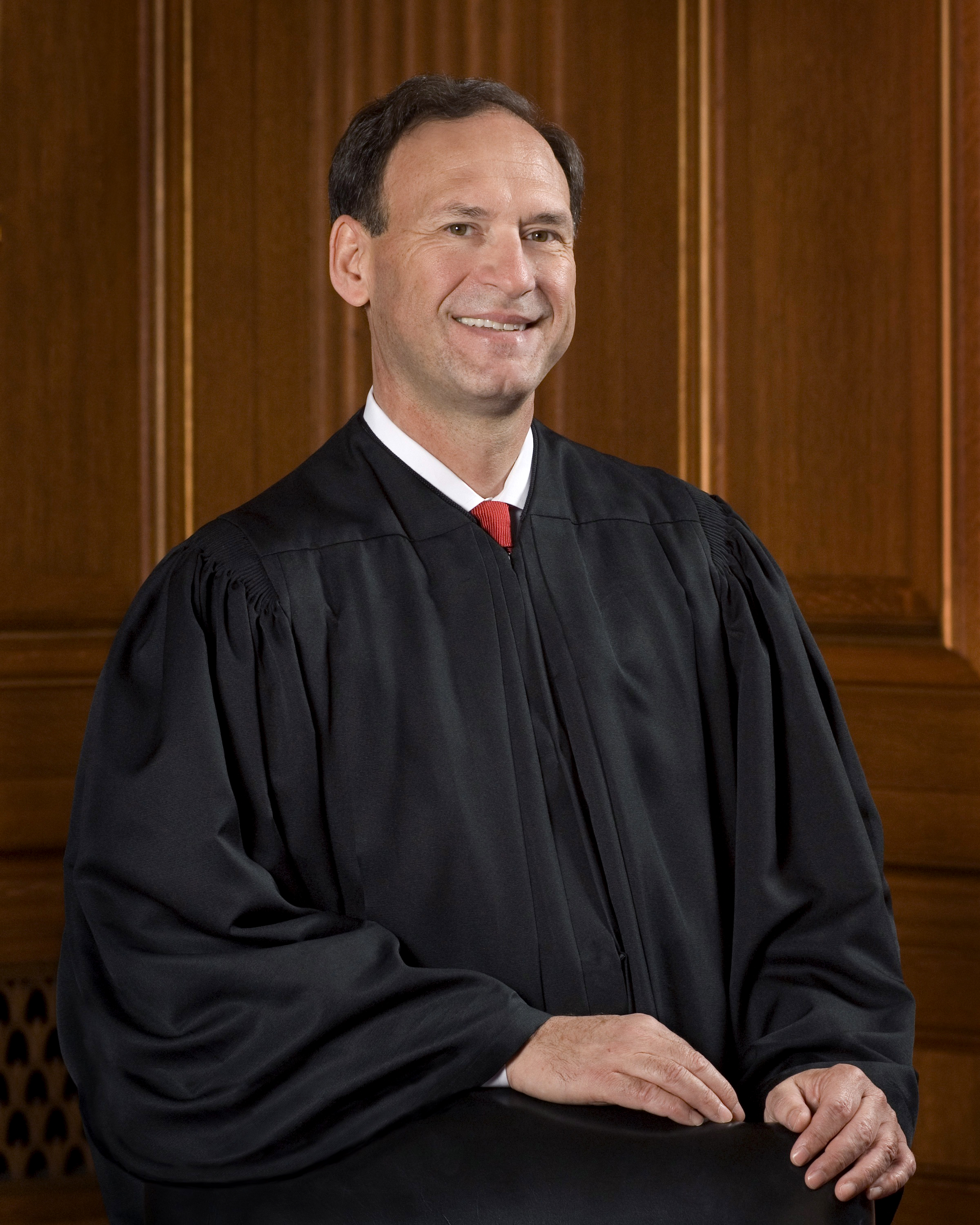
O juiz Samuel Alito apresentou o argumento majoritário da Suprema Corte

A decisão majoritária foi escrita pelo juiz Samuel Alito e acompanhado pelos juízes Clarence Thomas, Neil Gorsuch, Brett Kavanaugh e Amy Coney Barrett. A decisão final da maioria foi substancialmente semelhante ao rascunho vazado, com apenas pequenas mudanças nos argumentos originais e refutações às opiniões divergentes dos juízes Stephen Breyer, Elena Kagan e Sonia Sotomayor e a concordância de John Roberts no julgamento.
A opinião da maioria baseou-se numa visão histórica constitucional dos direitos ao aborto, dizendo: "A Constituição não faz referência ao aborto, e nenhum tal direito é implicitamente protegido por qualquer disposição constitucional". Alito baseou o seu argumento no critério de Washington v. Glucksberg de que um direito deve estar "profundamente enraizado na história da Nação". Ele escreveu, "o aborto não podia ser protegido constitucionalmente. Até a última parte do século 20, tal direito era totalmente desconhecido na lei americana. De fato, quando a Décima Quarta Emenda foi adotada, três quartos dos Estados fizeram o aborto um crime em todas as fases da gravidez".
Alito escreveu: "Roe estava flagrantemente errado desde o início. O seu raciocínio era excepcionalmente fraco e a decisão teve consequências prejudiciais. E longe de trazer um acordo nacional sobre a questão do aborto, Roe e Casey inflamaram o debate e aprofundaram a divisão". Ele ainda argumentou que o direito ao aborto era diferente de outros direitos de privacidade. Ele escreveu: "O que distingue nitidamente o direito ao aborto dos direitos reconhecidos nos casos em que Roe e Caseyconfiar é algo que ambas as decisões reconheceram: o aborto destrói o que essas decisões chamam de 'vida potencial' e o que a lei em questão neste caso considera como a vida de um 'ser humano não nascido'".
Além da linguagem do rascunho, Alito respondeu à opinião dissidente na sua opinião, escrevendo: "A dissidência é muito sincera que não pode mostrar que um direito constitucional ao aborto tem qualquer fundamento, muito menos um 'profundamente enraizado', ' na história e tradição desta Nação'. A dissidência não identifica nenhuma autoridade pré - Roe que apoie tal direito - nenhuma disposição ou estatuto constitucional estadual, nenhum precedente judicial federal ou estadual, nem mesmo um tratado académico". Ele também abordou a preocupação do dissidente de que Dobbs se estenderia a outros direitos, afirmando que a extensão da opinião da maioria sobre Dobbs aplicava-se apenas ao aborto.
Alito respondeu ainda à concordância de Roberts no julgamento buscando um meio-termo, alegando que há "sérios problemas com essa abordagem" que apenas prolongaria o que ele descreveu como a turbulência de Roe. Alito argumentou que ao decidir apenas que a lei de 15 semanas do Mississippi é constitucional, a Corte teria que decidir mais tarde se as leis de outros estados com prazos diferentes para obter um aborto eram constitucionais. Como Roberts não alegou que havia um direito constitucional ao aborto, Alito rejeitou qualquer fundamento constitucional para defender uma "oportunidade razoável" para obter um aborto e chamou a proposta de Roberts de inconstitucional.

#### Pareceres individuais dos juízes
Thomas e Kavanaugh escreveram acordos separados. Thomas argumentou que a Corte deveria ir mais longe em casos futuros, reconsiderando outros casos anteriores da Suprema Corte que concederam direitos com base no devido processo substantivo, como Griswold v. Connecticut (o direito à contracepção), Obergefell v. Hodges (casamento entre pessoas do mesmo sexo) e Lawrence v. Texas (proibição de leis estaduais contra a sodomia). Escreveu: "Como qualquer decisão substantiva do devido processo legal é 'demonstradamente errônea', temos o dever de 'corrigir o erro' estabelecido nesses precedentes".
Kavanaugh escreveu separadamente, fazendo vários comentários. Afirmou que ainda seria inconstitucional proibir uma mulher de ir a outro estado para fazer um aborto sob o direito de viajar, e que seria inconstitucional punir retroativamente os abortos realizados antes de Dobbs quando foram protegidos por Roe e Casey.
Roberts escreveu separadamente, concordando com o julgamento, em que acreditava que o Tribunal deveria reverter a opinião do Quinto Circuito sobre a lei do Mississippi e que "a linha de viabilidade estabelecida por Roe e Casey deveria ser descartada". Roberts não concordou com a decisão da maioria de derrubar Roe e Casey na sua totalidade, achando "desnecessário decidir o caso diante de nós". Sugeriu uma opinião mais restrita para justificar a constitucionalidade da lei do Mississippi sem abordar a possibilidade de derrubar Roe e Casey. Roberts também escreveu que os regulamentos sobre o aborto devem "se estender o suficiente para garantir uma oportunidade razoável de escolha, mas não precisam se estender mais". Disse que o Tribunal deveria "deixar para outro dia se deve rejeitar qualquer direito ao aborto".

#### Opinião minoritária
Breyer, Kagan e Sotomayor escreveram conjuntamente a dissidência. Os três escreveram: "A maioria permitiria que os Estados proibissem o aborto desde a concepção porque não acha que o parto forçado implica de forma alguma os direitos da mulher à igualdade e à liberdade. Significado constitucional ligado ao controle de uma mulher sobre seu corpo e o caminho de sua vida. Em resposta à alegação de Alito de que os seus "critérios, em um alto nível de generalidade, poderiam licenciar direitos fundamentais ao uso de drogas ilícitas, prostituição e similares", eles escreveram, "isso está totalmente errado. Os precedentes da Corte sobre autonomia corporal, e as relações familiares e a procriação estão todas entrelaçadas — todas fazem parte do tecido de nossa lei constitucional e, por isso, de nossas vidas. Especialmente as vidas das mulheres, onde elas salvaguardam o direito à autodeterminação". Eles citaram New York State Rifle & Pistol Association, Inc. v. Bruen ("Evidência histórica de que longas anteriores [ratificação] podem não iluminar o escopo do direito"), e escreveram :liberalização das leis do aborto ocorreu mais rapidamente e mais amplamente no século 20, a maioria diria (mais uma vez) que apenas as opiniões dos ratificantes são pertinentes". Concluíram: "Com tristeza - para este Tribunal, mas mais, para os muitos milhões de mulheres americanas que hoje perderam uma proteção constitucional fundamental - nós discordamos".
Em resposta à concordância de Kavanaugh, eles escreveram: "A sua ideia é que a neutralidade está em dar a questão do aborto aos Estados, onde alguns podem ir para um lado e outros para outro. Mas ele diria que o Tribunal está sendo 'escrupulosamente neutro' se permitiram que Nova York e Califórnia banissem todas as armas que quisessem?" Os três escreveram ainda em resposta à concordância de Thomas, "O certo Roe e Casey reconhecido não está sozinho. Ao contrário, a Corte a vinculou por décadas a outras liberdades estabelecidas envolvendo integridade corporal, relações familiares e procriação. Mais obviamente, o direito de interromper uma gravidez surgiu diretamente do direito de comprar e usar contraceptivos. Por sua vez, esses direitos conduziram, mais recentemente, aos direitos de intimidade e casamento entre pessoas do mesmo sexo. Ou a massa da opinião da maioria é hipocrisia, ou direitos constitucionais adicionais estão ameaçados. É um ou outro".

## Impactos

### Pré-decisão
Após o início do litígio de Dobbs, o Texas Heartbeat Act foi promulgado a 1 de setembro de 2021. Dois processos contestando a lei, Whole Woman's Health v. Jackson e United States v. Texas, rapidamente propagaram-se pelos sistemas judiciais e chegaram à Suprema Corte. As alegações orais para ambos os casos foram a 1 de novembro de 2021, e as decisões para ambos foram emitidas em dezembro de 2021. As decisões concentraram-se principalmente na permanência em vez de abordar diretamente questões constitucionais e questões relacionadas ao aborto. As decisões em ambos os casos permitiram que o Texas Heartbeat Act permanecesse em vigor enquanto o litígio continuava em tribunais inferiores. Mas a preocupação de que a Suprema Corte estivesse ouvindo três casos relacionados ao aborto no mandato de 2021-22 levou ao número quase recorde de resumos de amici curiae arquivados para Dobbs antes das audiências orais de 1 de dezembro de 2021.

Estados dos EUA que acionaram leis que restringiram abortos depois que Roe foi derrubado

A Geórgia aprovou o Georgia House Bill 481, mais conhecido como Living Infants Fairness Equality (LIFE), em 2019. A lei proibiu a maioria dos abortos após a detecção de um batimento cardíaco fetal. Houve várias exceções para abortos entre seis e 20 semanas: se o feto é concebido por violação ou incesto, se a gravidez é medicamente instável ou a gravidez ameaça a vida da mãe. Em outubro de 2019, a Lei LIFE foi contestada e considerada inconstitucional sob Roe peloTribunal Distrital dos Estados Unidos para o Distrito Norte da Geórgia. A Geórgia recorreu dessa decisão ao Décimo Primeiro Circuito, mas como Dobbs estava programado para ser discutido em dezembro de 2021, o Tribunal do Circuito suspendeu a revisão até que a Suprema Corte decidisse Dobbs.
Pelo menos 22 estados com liderança republicana aprovaram ou estavam em processo de aprovação de projetos de lei antiaborto quando a Suprema Corte concordou em ouvir Dobbs em maio de 2021. Treze estados têm leis de gatilho que proíbem a maioria dos abortos no primeiro e segundo trimestres se Roe fosse derrubado. Os estados com leis de gatilho são Arkansas, Idaho, Kentucky, Louisiana, Mississippi, Missouri, Dakota do Norte, Oklahoma, Dakota do Sul, Tennessee, Texas, Utah e Wyoming. Nove estados, entre eles Alabama (Human Life Protection Act), Arizona, Arkansas, Michigan, Mississippi, Oklahoma, Texas, West Virginia e Wisconsin, nunca revogaram as suas proibições de aborto pré- Roe, como os estatutos de aborto do Texas (1961). Essas leis não eram criminalmente aplicáveis devido a Roe, mas são aplicáveis com Roe derrubado. Pelo menos alguns procuradores-gerais democratas ou candidatos a procuradores-gerais prometeram não fazer cumprir as leis anti-aborto e impedir ou impedir os esforços dos promotores locais para aplicá-las, enquanto pelo menos alguns republicanos comprometeram-se a impor novas proibições estaduais.

### Pós-decisão

#### Legalidades
A derrubada de Roe não tornou o aborto ilegal em todo o país, ao contrário de um equívoco comum. Embora o aborto permaneça legal em vários estados, estados com leis de gatilho para restringir o aborto no caso de Roe ter sido derrubado imediatamente foram implementadas. Vários governadores e procuradores-gerais republicanos mobilizaram-se para convocar sessões especiais para implementar proibições ao aborto ou invocar suas leis de gatilho para proibir imediatamente o aborto. Além disso, alguns estados tinham leis mais antigas que restringiam o aborto, mas foram suspensas depois de Roe; depois de Dobbs, esses estados revisaram os meios para trazer de volta a aplicação dessas leis mais antigas. Ações judiciais que buscam desafiar as leis de gatilho existentes e novas com base nas constituições dos estados foram movidas em vários estados, buscando liminares para permitir que o aborto continuasse neles até que os casos fossem resolvidos.
Tais liminares foram concedidas contra as leis de gatilho em Louisiana e Utah em 27 de junho de 2022, e uma proibição pré- Roe de 1928 no Texas em 28 de junho, uma semana após a decisão em Dobbs. Esforços legais para bloquear uma proibição pré- Roe de Wisconsin de ser aplicada foram anunciados em 28 de junho; até 30 de junho, a Suprema Corte do Estado de Michigan ainda não havia reagido ao processo da governadora Gretchen Whitmer alegando que a proibição do estado pré- Roe violava a constituição estadual. Provedores de aborto em Kentucky, Idaho, Mississippi e Flórida desafiaram as restrições ao aborto recém-aprovadas nesses estados, com cada processo alegando que a lei violou disposições da constituição do estado. Em 30 de junho, os juízes interromperam a aplicação das leis em Kentucky e na Flórida.
Espera-se que as leis de aborto nos estados que permitem o aborto tornem-se mais permissivas após a decisão, não menos; As propostas dos estados da Califórnia, Oregon e Washington incluíram expandir o acesso ao aborto, eliminando co-pagamentos por serviços de aborto, financiando custos de viagem para aqueles que buscam aborto de estados que proíbem o aborto e consagrando o direito ao aborto nas constituições estaduais. Antes da decisão da Suprema Corte, a legislatura de Vermont já havia aprovado o envio da Proposta 5, que alteraria a constituição do estado "para garantir as liberdades sexuais e reprodutivas", para um referendo em novembro de 2022.
Alguns republicanos da Câmara dos Representantes dos EUA propuseram uma proibição nacional do aborto por 15 semanas, enquanto mais de 100 assinaram uma proibição de seis semanas. Os principais republicanos da Câmara foram cautelosos com esses planos, preferindo uma proibição nacional apenas de abortos tardios.

### Opções de aborto médico
A decisão do Tribunal também despertou preocupação sobre o acesso a opções de aborto por via de comprimidos, incluindo a prescrição de mifepristone e misoprostol. Esses medicamentos foram aprovados para uso pela Food and Drug Administration (FDA) dos Estados Unidos nas primeiras dez semanas de gravidez. O secretário de Saúde e Serviços Humanos, Xavier Becerra, afirmou que, após a decisão de Dobbs, "permanecemos inabaláveis em nosso compromisso de garantir que todos os americanos tenham acesso a cuidados de saúde e a capacidade de tomar decisões sobre cuidados de saúde - incluindo o direito ao aborto seguro e legal, como o aborto medicamentoso que foi aprovado pelo FDA por mais de 20 anos". Apesar da posição federal, os estados que opõem-se ao aborto estavam considerando leis para proibir o acesso ao aborto médico, incluindo remessas de fora do estado pelo correio dos Estados Unidos e suporte por telemedicina. Alguns estados que buscam bloquear as opções de aborto médico também estão considerando censurar informações sobre essa opção para os residentes, levando a potenciais batalhas legais da Primeira Emenda. Os Estados que apoiam o direito ao aborto esperavam um influxo de pedidos de aborto medicamentoso.

#### Direitos de privacidade
Os direitos de privacidade relacionados ao rastreamento de dados por meio do uso da Internet, uso de telemóveis e aplicativos móveis foram levantados após o vazamento e posteriormente após a decisão. Estados com leis rígidas ao aborto poderiam usar essas informações para determinar se as mulheres estavam tentando fazer abortos. Além de os usuários tomarem medidas para minimizar o seu histórico de dados, grupos como a Electronic Frontier Foundation instaram as empresas que fazem esses aplicativos a tomar medidas para reduzir a quantidade de dados que coletam e usar criptografia de ponta a ponta para ajudar ainda mais aqueles buscando abortos fora dos estados que os proibiram. A Presidente da Câmara, Nancy Pelosi, disse que os democratas apresentarão um projeto de lei para estabelecer certos requisitos para aplicativos de saúde reprodutiva. Ela disse que a legislação visaria impedir que os dados coletados por esses aplicativos identifiquem mulheres que buscam abortos.

#### Eleições intercalares no Congresso dos Estados Unidos - 2022
Espera-se que Dobbs eleve os direitos ao aborto como uma questão importante nas eleições de novembro de 2022 nos Estados Unidos. Os democratas, que geralmente apoiam o direito ao aborto, planejam usar a questão para tentar compensar o aumento da inflação de 2021-2022 e o menor índice de aprovação de Biden quando Dobbs foi anunciado. Os republicanos, que querem retomar os assentos na Câmara e no Senado, bem como vários cargos de governador e legislativo, mas enfrentam disputas acirradas, têm alguma preocupação de que a reação negativa a Dobbs possa funcionar contra eles. Eles argumentam que até novembro haverá mais foco na economia e em outras questões em que esperam vencer.

## Repercussão

### Favorável
A decisão foi elogiada por entidades cristãs, pró-vida, como a Conferência dos Bispos Católicos dos EUA (USCCB), bem como diversas autoridades católicas de todo o mundo - a Igreja Católica é oficialmente contrária ao aborto. O presidente da USCCB e arcebispo de Los Angeles, José Horacio Gómez, o arcebispo de Baltimore, William E. Lori, e o presidente da Convenção Batista do Sul, Bart Berber, lançaram um manifesto em conjunto. Eles afirmaram que aquele dia foi "histórico na vida do nosso país."
O líder da minoria no Senado dos Estados Unidos, Mitch McConnell, elogiou a decisão, chamando-a de "corajosa e correta". O então líder da minoria republicana na Câmara, Kevin McCarthy, e seus colegas Steve Scalise e Elise Stefanik divulgaram uma declaração conjunta dizendo em parte que "[todo] nascituro é precioso, extraordinário e digno de proteção".
Em um comunicado, o ex-presidente dos Estados Unidos, Donald Trump, reivindicou o crédito pela decisão e a chamou de "a maior VITÓRIA para a VIDA em uma geração", embora, em particular, Trump tenha sido mais ambivalente sobre derrubar Roe e afirmou que seria "ruim para os republicanos", pois poderia levar a uma reação entre as eleitoras suburbanas nas próximas eleições de meio de mandato.
O governador republicano da Flórida, Ron DeSantis, afirmou: "ao interpretar adequadamente a Constituição, a Suprema Corte respondeu às orações de milhões e milhões de americanos", acrescentando que trabalharia para ampliar as restrições ao aborto no estado. Uma nova lei na Flórida, até então em revisão por tribunais estaduais, restringiria os abortos a 15 semanas de gravidez, anteriormente 24, fornecendo exceções para casos de estupro ou incesto. O presidente do senado estadual da Flórida, Wilton Simpson, também um republicano, que foi adotado quando criança, alegou que a decisão do Tribunal promoveria a adoção como alternativa ao aborto. Simpson disse: "A Flórida é um estado que valoriza a vida". O ex-vice presidente Mike Pence também elogiou a decisão da Corte, afirmando que "a vida venceu".
A organização Comitê Nacional do Direito à Vida apoiou inteiramente a decisão da Corte. A equipe editorial sênior da revista conservadora National Review apoiou a decisão também, chamando Roe de uma "injustiça monstruosa".

### Contrária

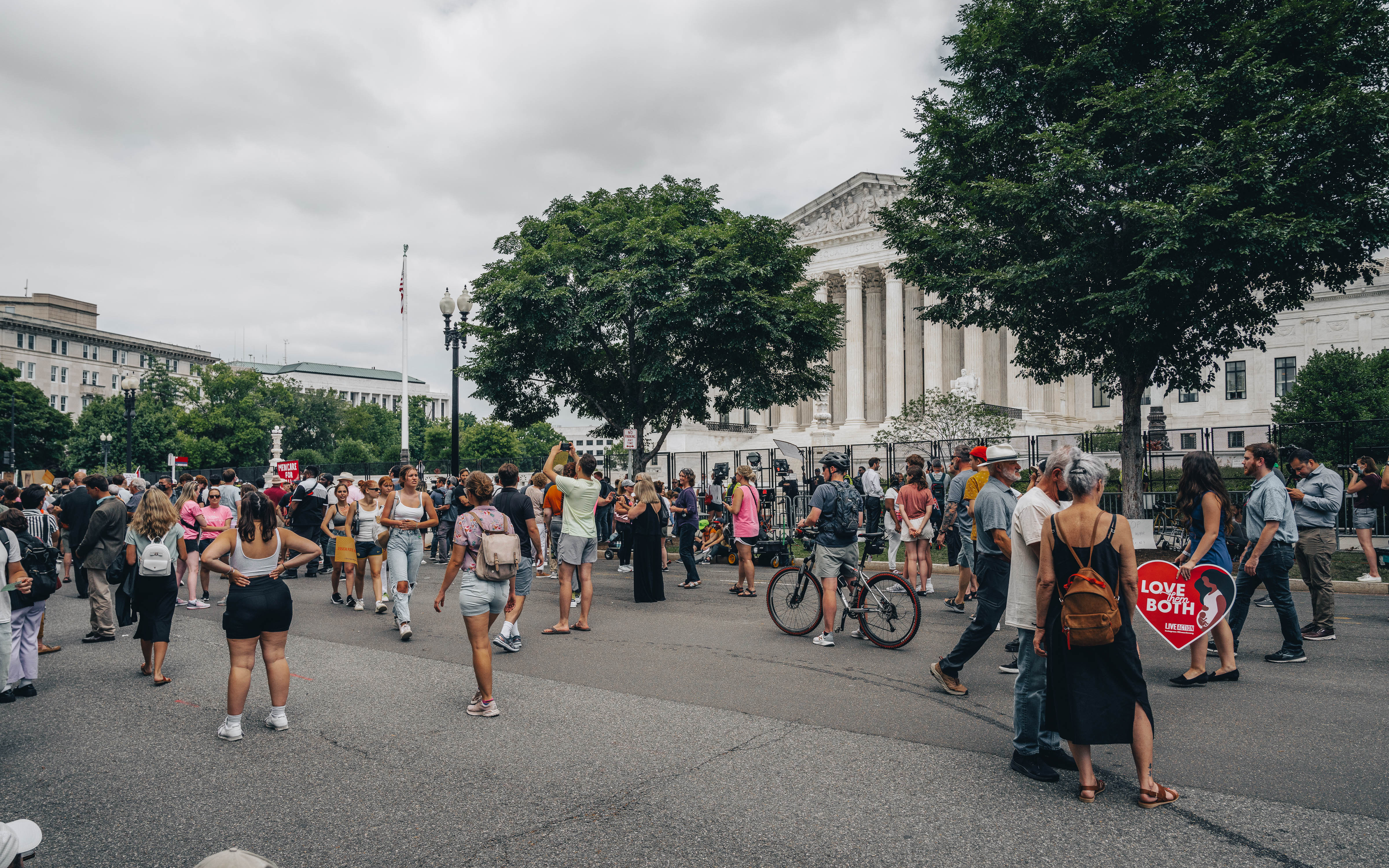
Manifestantes pró-escolha próximos à Suprema Corte dos EUA após o julgamento

Os defensores do direito ao aborto se opuseram à decisão. O Presidente Joe Biden afirmou: "É um dia triste para a Corte e para o país. [...] A saúde e a vida das mulheres nesta nação estão agora em risco". O ex-presidente Barack Obama também criticou a decisão, dizendo que ela "atacava as liberdades essenciais de milhões de americanos". O Procurador-Geral Merrick Garland igualmente criticou a decisão em um comunicado e alertou os estados para não proibir as mulheres de procurar abortos fora do estado. O Secretário do Departamento de Saúde, Xavier Becerra, chamou a decisão de "inconcebível" e disse que o aborto é uma "parte essencial da saúde". Vários membros do Partido Democrata no Congresso dos Estados Unidos manifestaram a sua decepção com a decisão, com o Comitê Nacional Democrata afirmando em parte que "o povo americano não queria nada disso".
A senadora Susan Collins, uma Republicana, que votou no Senado para confirmar a nomeação do juiz Kavanaugh expressou que ela se sentiu "enganada" pois Kavanaugh teria dito para ela, em uma reunião privada, que ele não anularia Roe. Na referida reunião, Collins alegou que Kavanaugh garantiu a ela que ele era "um tipo de juiz que não sacudia o barco". De forma similar, o senador democrata Joe Manchin, que é conservador e votou para confirmar tanto Kavanaugh quanto o juiz Gorsuch, expressou opiniões semelhantes afirmando: "eu confiei no juiz Gorsuch e no juiz Kavanaugh quando eles testemunharam sob juramento que também acreditavam que Roe v. Wade foi um precedente legal estabelecido e estou alarmado que eles escolheram rejeitar a estabilidade que a decisão forneceu para duas gerações de americanos".
O governador de Massachusetts, Charlie Baker, um republicano, expressou decepção com a decisão e assinou uma ordem executiva protegendo o direito ao aborto no estado. Os governadores Jay Inslee, Kate Brown e Gavin Newsom, de Washington, Oregon e Califórnia, respectivamente, anunciaram a formação da "ofensiva da Costa Oeste", uma política conjunta para permitir e proteger os direitos ao aborto.
Vários grupos de direitos reprodutivos e civis criticaram a decisão, como a Associação Nacional para o Progresso de Pessoas de Cor (NAACP, em inglês), enquanto o Caucus Negro do Congresso pediram por uma declaração de "estado de emergência". Liberais argumentaram que a decisão e a concordância do juiz Thomas criaram o potencial de comprometer outros direitos civis. Jim Obergefell, o autor principal no caso da Suprema Corte dos Estados Unidos Obergefell v. Hodges, que legalizou o casamento entre pessoas do mesmo sexo no país, criticou as afirmações do juiz Thomas de que a corte deveria reverter outras decisões também (especialmente ligadas a questões de grupso LGBT).
Linda Coffee, uma das principais advogadas de Norma McCorvey em Roe v. Wade, disse que a decisão da Suprema Corte de reverter o caso "vai contra a liberdade americana" e "destrói a dignidade de todas as mulheres americanas".
O presidente e CEO da Associação das Faculdades Médicas dos Estados Unidos, David J. Skorton, divulgou em um comunicado afirmando que a decisão "limitará significativamente o acesso para tantas pessoas e aumentará as desigualdades em saúde em todo o país, colocando em risco a vida das mulheres, no momento em que deveríamos redobrar nosso compromisso com o atendimento centrado no paciente e baseado em evidências que promova uma melhor saúde para todos os indivíduos e comunidades". A declaração reafirmou o compromisso da Associação em fornecer acesso ao aborto, afirmando que "continuará trabalhando com nossas escolas de medicina e hospitais universitários para garantir que os médicos sejam capazes de fornecer a todos os pacientes cuidados de saúde seguros, eficazes e acessíveis quando eles precisarem".
Várias empresas, como a Amazon, Comcast, Dell, Disney, eBay, Goldman Sachs, JPMorgan Chase, Meta, Netflix, Paramount, Snap, Sony, Tesla, e Yelp declararam que cobririam benefícios de viagem para funcionários que buscam abortos em estados que protegiam o acesso ao aborto.
Diversas celebridades, como Taylor Swift, Viola Davis, Rita Moreno, Julianne Hough, Mark Ruffalo, Jamie Lee Curtis, Padma Lakshmi, Danny DeVito, Seth MacFarlane, Bette Midler, Jonathan Van Ness e Elizabeth Banks criticaram a decisão da Corte.
Após a decisão ter sido anunciada, protestos contra e a favor aconteceram em várias cidades nos Estados Unidos. Nas principais cidades e centros urbanos, manifestações contra a decisão foram reportadas durante todo o fim de semana seguinte ao anúncio. Pesquisas de opinião pública mostraram que a decisão da Corte era amplamente impopular entre o público americano, com várias pesquisas mostrando que, em média, de 55% a 60% dos entrevistados se opunham à derrubada de Roe. Uma pesquisa feita em junho de 2022 pelo instituto Gallup mostrou que até 67% dos americanos eram a favor do aborto nos primeiros três meses de gravidez, com uma outra pesquisa, desta vez feita pela CBS/YouGov, indicou que 58% dos americanos apoiavam uma lei federal para proteger o direito ao aborto em todo o país.